# Литтмарк, Оттилия
Name (швед. Ottilia Littmarck, 22 июня 1834 — 14 июля 1929) — шведская актриса и режиссёр. Была одной из известных шведских актрис конца XIX в.

## Биография
Оттилия Литтмарк родилась в Сёдерманланде в 1834 г. Её отцом был инспектор Юхан Рюландер, сестры — актрисы Клара Бьёрлини и Аманда Рюландер.
В начале своей карьеры Оттилия в 1857—1861 гг. вместе со своей сестрой Амандой Рюландер была актрисой передвижной театра Делана. В 1873—1874 гг. она была директором театра Södra Teatern в Стокгольме. Затем она 4 года работала в стокгольмском Шведском театре, после чего в 1880 г. создала свою театральную труппу и управляла ею в 1880—1883 гг.
Оттилия играла в Шведском театре в Гельсингфорсе в 1883—1884 гг., в Шведском театре Стокгольма в 1885—1889 гг. и в Королевском драматическом театре в 1889—1897 гг. В дальнейшем она выступала со своей труппой.
Оттилия Литтмарк предпочитала играть драматические роли, но ей больше удавались комедийные. Она исполняла партии Греты в Kärlek utan strumpor, Керстин Гифтенкив в Den förvandlade brudgummen, Фру Пуппинг в Sodom och Gomorrha, Фру Каклунд в Othellos triumf и Лаис в Filosofi och kärlek.